# Казаков, Виктор Иванович
Виктор Иванович Казаков (17 апреля 1924 — неизвестно) — советский спортсмен, играл на позиции вратаря в хоккей с шайбой и футбол. Мастер спорта СССР.

## Биография
За футбольное «Динамо» Ленинград провёл два матча в чемпионате СССР 1947 года: в сентябре — октябре в играх против ВВС (3:0, в гостях) и «Спартака» Москва (1:0, дома). Был в составе калининского «Спартака» (1949), команды КФК ДО Выборг (1951).
В чемпионате СССР по хоккею играл за ленинградские команды «Динамо» (1948—1950), ЛДО (1950—1953), «Авангард» (с 1958 года «Кировец») (1954—1961). Выступал за «Даугаву» Рига (1961—1962), «Сибирь» Новосибирск (1962—1963).